# Atoum
«  Toum (dieu égyptien) » redirige ici. Pour les autres significations, voir Toum.
Atoum ou Toum (traduit par certains par l'Indifférencié,) est un dieu de la mythologie égyptienne. Originaire de la ville d'Héliopolis, il y était particulièrement vénéré. Un temple lui était aussi dédié à Pithôm, dans le delta du Nil.

## Généalogie
« Atoum dit... : « J'étais solitaire dans le Noun et inerte. Je ne trouvais pas d'endroit où je puisse me tenir debout, je ne trouvais pas de lieu où je puisse m'asseoir. La ville d'Héliopolis où je devais résider n'était pas encore fondée, le trône sur lequel je devais m'asseoir n'était pas encore formé. Je n'avais pas encore créé Nout au-dessus de moi, la première 'corporation' de dieux n'avait pas encore été mise au monde, l'Ennéade des dieux primordiaux n'existait pas, ils étaient encore en moi... Je flottais absolument inerte. »

— Claire Lalouette , Au royaume d'Égypte : Le temps des rois dieux, p. 87.
Atoum naît de façon autogène de Noun, personnification de l'Océan primordial : Atoum, « Celui qui advient de lui-même », se distingue du Noun et vient à l'existence en prenant conscience de lui-même. Il apparaît sur Benben, la colline primordiale.

« J'ai amené mon corps à l'existence grâce à mon pouvoir magique. Je me suis créé moi-même, je me suis constitué ainsi que je le souhaitais, selon mon désir.
[...]
Je suis l'Éternel, je suis Rê qui est sorti du Nouou... Je suis le maître de la lumière. »

— Claire Lalouette, Ibid. p. 88.

## Genèse
Dans le mythe de la création du monde en Égypte antique, en particulier dans la très ancienne cosmogonie héliopolitaine, Atoum occupe la place du démiurge : il ne crée pas le monde ex nihilo, mais façonne les êtres à partir de la matière préexistante et les sépare. C'est lui qui, de sa semence, engendre le premier couple divin, Shou et Tefnout, d'où descendent les principaux dieux de l'Égypte antique (la grande Ennéade).
Le récit de la création du premier couple divin (jumeau et sexué) varie, Atoum n'ayant aucun partenaire pour procréer.
Selon une première légende, le dieu créateur se masturbe,, et c'est de sa semence que naissent le dieu masculin Shou et sa sœur jumelle, la déesse Tefnout. Selon les textes des pyramides :

« Atoum se manifesta en tant que masturbateur dans Héliopolis. Il saisit son membre et y suscita la jouissance »

— Textes des pyramides, § 1248.
Au Moyen Empire, dans une transparente allusion au geste onaniste, la déesse Djeretef, « la Main du dieu », sera ajoutée. À l'époque saïte, le propos fut édulcoré et « la Dorée, la Divine Main de Rê » « refermée sur la semence divine », « devint enceinte » et « était devenue une belle jeune femme agréable à regarder ».
Selon une autre version issue des textes des sarcophages, c'est par son crachat qu'il leur donne naissance.
Enfin, une dernière légende dit qu'il engendre ses enfants de sa simple parole, en les nommant. Ou encore que ce sont des larmes d'Atoum, pleurant à la suite de l'éloignement de ses enfants lors de la disparition de son œil, que seraient nés les hommes.
À l'origine, Atoum est le dieu Soleil, mais il est rapidement assimilé à Rê, qui finit par le remplacer dans le panthéon égyptien. Selon l'égyptologue Isabelle Franco, Atoum n'est que le principe, tandis que Rê est le moteur. Sous le nom de Rê-Atoum et sous l'aspect d'un vieillard courbé, il incarne le soleil couchant dans la triade d'Héliopolis : « Je suis Khépri le matin, Rê à midi, Atoum le soir ».
Dans le monde divin, il tient le compte des années de règne de chaque souverain.

## Culte
Dieu d'Héliopolis ayant pour animaux sacrés l'anguille et l'ichneumon, ou le serpent, le cercopithèque et le lion selon les sources ; il est généralement représenté sous l'apparence d'un roi coiffé de la double couronne de Haute et Basse-Égypte et tenant dans les mains le sceptre Ouas et la croix ansée.
Le taureau Mnévis (Mr-wr) était l'incarnation terrestre d'Atoum. Choisi par les prêtres selon des critères très stricts, le taureau sacré était gardé dans le temple d'Héliopolis et, à sa mort, il était enterré avec tous les honneurs.
Selon Nicolas Grimal, le pharaon Khéphren aurait fait du sphinx de Gizeh une hypostase d'Atoum, dont il aurait considérablement développé la théologie. Il relève également une certaine opposition entre Atoum et Rê qui n'a été résolue par assimilation des deux divinités qu'à la Ve dynastie.

## Utilisation
Le dieu Atoum représente la création, pourtant en langue égyptienne, le mot « tm » (le nom du dieu) peut aussi bien être utilisé pour désigner que quelque chose est complet, mais aussi comme négation.